# ロンド・ファン・フラーンデレン
ロンド・ファン・フラーンデレン (オランダ語: Ronde van Vlaanderen) は、自転車プロロードレースの一つで、ベルギーのフランデレン地域を走るワンデーレースである。1913年から行われており、日本では、フランス語のツール・デ・フランドル (Tour des Flandres) の名前でも知られている。
ロードレース人気の高いベルギーでも特に熱心なファンが多いとされるフランデレン地域における最も格式の高いレースであり、沿道はびっしりと観客によって埋め尽くされ、熱狂的な声援が送られる。

## 概要
「モニュメント」の一つに数えられるだけでなく、パリ～ルーベと並んでクラシックレースの頂点として存在しており、「北のクラシック」として3月の下旬か4月の上旬の日曜日に開催される。優勝者には最大級の賛辞が与えられるため、地元ベルギー出身の選手やワンデーレースを得意とする選手からは、もっとも勝ちたいレースの一つに挙げられることが多い。
しかしレース内容は、勝利の栄誉に比例するようにきわめて過酷である。250kmを超える長距離に加え、後半からは石畳の急坂が連続して登場し、厳しい勾配や段差による振動で選手たちを苦しめる。さらにこの季節のフランデレン地域に特有な、めまぐるしく変わる天気によって、しばしば氷雨や強風が選手たちに襲い掛かり、レース展開を予想もつかない方向に狂わせる。
幼い頃から石畳の上を走る体験をしているベルギー人に有利なレースとされており、事実2022年までの106回大会のうちベルギー人の優勝は69回を数えている。

## レースの特徴

### ミュール

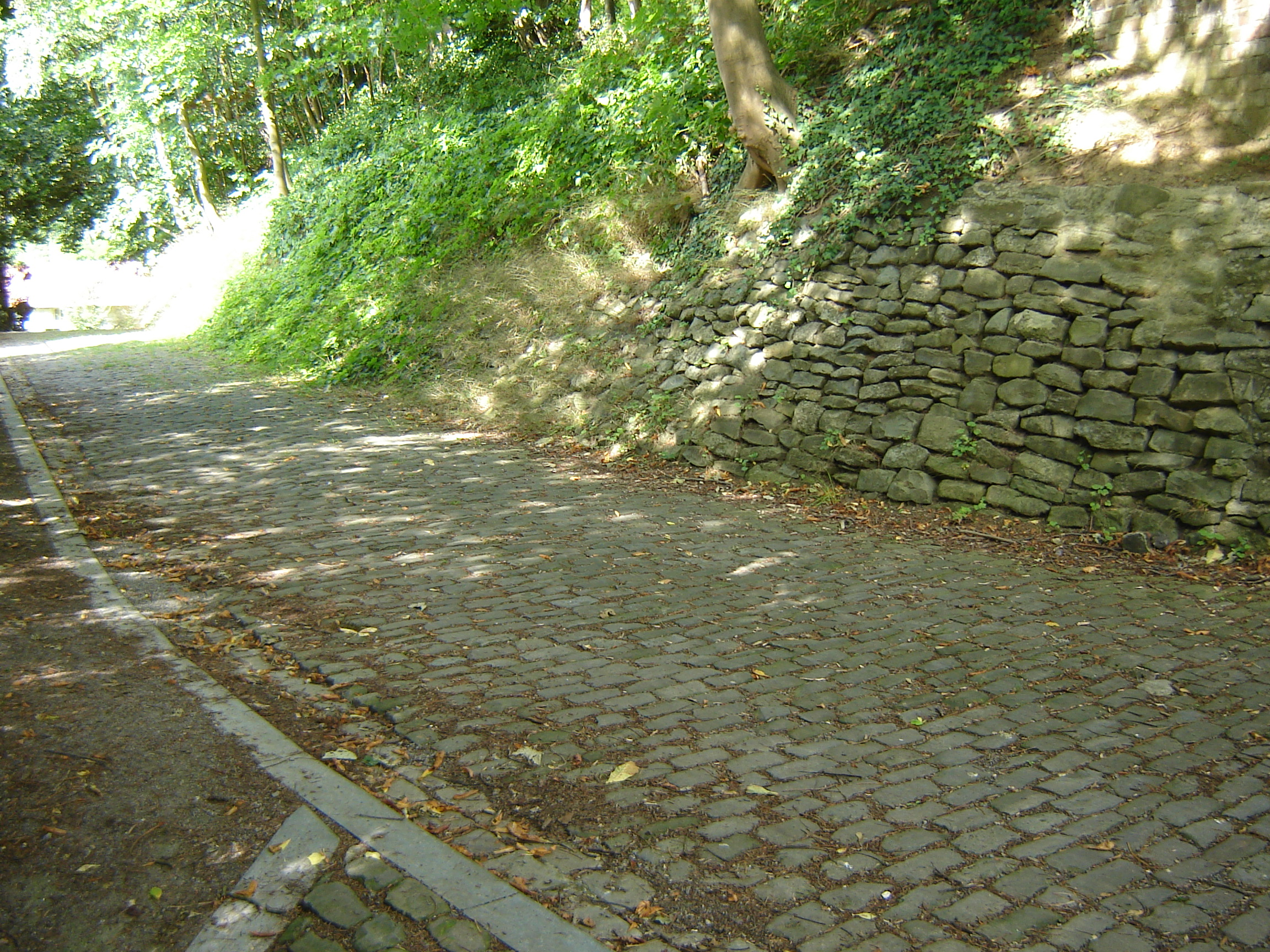
ヘラールズベルヘンのミュール

本レース最大の特徴は「ミュール（Muur：壁の意）」と呼ばれる、距離にして500m～2km、最大斜度10％以上、時には20%を超える急坂である。
毎年20前後がコースに組み込まれており、その半数は石畳であるため、ロードバイクで走行するのは大変過酷である。アスファルトやコンクリートの舗装に較べると滑りやすいうえ、20%超の勾配ともなると、レース用の細いタイヤでは空転してしまうこともあり、選手は常に転倒の危険にさらされる。加えてこれらの「ミュール」の幅は自動車ではすれ違えないほど狭く、集団後方からの追い抜きは困難を極める。
そのためミュールを集団で通過している際に転倒やメカトラブルなどのアクシデントが起きたことが原因で、そこを先頭とした渋滞が発生してしまい、選手が自転車から降りて坂を登る羽目に陥っている光景が毎年のように見られる。
標高差64メートル、長さ600m、平均勾配11.6%、最大勾配22%という石畳の激坂「コッペンベルフ」は特に有名である。　1987年に先頭で逃げていたスプリンターのイェスパー・スキビーが転倒、後続のコミッセールカーに轢かれるという事件が発生してからしばらくコースから除外される事となった。

### 位置取り争い
前述のようにミュールではアクシデントによる渋滞がしばしば発生する。これに巻き込まれてしまえば、どれほど有力な選手でも渋滞が解消するまでに先頭を走る選手に大きくタイム差をつけられてしまう。そうなれば追撃に余計な体力を使わなくてはならず不利になるうえ、最悪の場合、余力があっても勝機を逃してしまう可能性もあり、ミュールにはなるべく集団の前方で進入していくことが求められる。
そのためミュールの手前では、なるべく前方の有利な位置を確保しようとペースアップやアタックがしばしば発生し、集団が分裂することが繰り返されて人数が絞り込まれていく。
またミュールでのトラブルのほかにも強風や雨などの不確定要素が非常に多いこのレースでは、空気抵抗によって体力を消耗するリスクを冒しても先頭で走るほうが有利と判断した独走力のある選手が、中盤～後半に一人ないし少人数でアタックを仕掛けて逃げ切り勝利を狙うことも多い。

## 歴代優勝者
| 年   | 優勝者                           | 国         |
| ---- | -------------------------------- | ---------- |
| 2025 | タデイ・ポガチャル               | スロベニア |
| 2024 | マチュー・ファン・デル・プール   | オランダ   |
| 2023 | タデイ・ポガチャル               | スロベニア |
| 2022 | マチュー・ファン・デル・プール   | オランダ   |
| 2021 | カスパー・アスグリーン           | デンマーク |
| 2020 | マチュー・ファン・デル・プール   | オランダ   |
| 2019 | アルベルト・ベッティオル         | イタリア   |
| 2018 | ニキ・テルプストラ               | オランダ   |
| 2017 | フィリップ・ジルベール           | ベルギー   |
| 2016 | ペーター・サガン                 | スロバキア |
| 2015 | アレクサンダー・クリストフ       | ノルウェー |
| 2014 | ファビアン・カンチェラーラ       | スイス     |
| 2013 | ファビアン・カンチェラーラ       | スイス     |
| 2012 | トム・ボーネン                   | ベルギー   |
| 2011 | ニック・ニュイエンス             | ベルギー   |
| 2010 | ファビアン・カンチェラーラ       | スイス     |
| 2009 | ステイン・デヴォルデル           | ベルギー   |
| 2008 | ステイン・デヴォルデル           | ベルギー   |
| 2007 | アレッサンドロ・バッラン         | イタリア   |
| 2006 | トム・ボーネン                   | ベルギー   |
| 2005 | トム・ボーネン                   | ベルギー   |
| 2004 | シュテフェン・ヴェーゼマン       | ドイツ     |
| 2003 | ペーター・ヴァン・ペテヘム       | ベルギー   |
| 2002 | アンドレア・タフィ               | イタリア   |
| 2001 | ジャンルカ・ボルトラーミ         | イタリア   |
| 2000 | アンドレイ・チミル               | ベルギー   |
| 1999 | ペーター・ヴァン・ペテヘム       | ベルギー   |
| 1998 | ヨハン・ムセウ                   | ベルギー   |
| 1997 | ロルフ・ソレンセン               | デンマーク |
| 1996 | ミケーレ・バルトリ               | イタリア   |
| 1995 | ヨハン・ムセウ                   | ベルギー   |
| 1994 | ジャンニ・ブーニョ               | イタリア   |
| 1993 | ヨハン・ムセウ                   | ベルギー   |
| 1992 | ジャッキー・デュラン             | フランス   |
| 1991 | エドヴィヒ・ファン・ホーイドンク | ベルギー   |
| 1990 | モレノ・アルジェンティン         | イタリア   |
| 1989 | エドヴィヒ・ファン・ホーイドンク | ベルギー   |
| 1988 | エディ・プランカールト           | ベルギー   |
| 1987 | クロード・クリケリオン           | ベルギー   |
| 1986 | アドリ・ファン・デル・プール     | オランダ   |
| 1985 | エリック・ファンデラールデン     | ベルギー   |
| 1984 | ヨハン・ラメルツ                 | オランダ   |
| 1983 | ヤン・ラース                     | オランダ   |
| 1982 | ルネ・マルテンス                 | ベルギー   |
| 1981 | ハニー・クイパー                 | オランダ   |
| 1980 | ミシェル・ポランティエール       | ベルギー   |
| 1979 | ヤン・ラース                     | オランダ   |
| 1978 | ワルテル・ホデフロート           | ベルギー   |
| 1977 | ロジェ・デフラミンク             | ベルギー   |
| 1976 | ワルテル・プランカールト         | ベルギー   |
| 1975 | エディ・メルクス                 | ベルギー   |
| 1974 | セース・バル                     | オランダ   |
| 1973 | エリック・ルマン                 | ベルギー   |
| 1972 | エリック・ルマン                 | ベルギー   |
| 1971 | エヴェルト・ドルマン             | オランダ   |
| 1970 | エリック・ルマン                 | ベルギー   |
| 1969 | エディ・メルクス                 | ベルギー   |
| 1968 | ウォルテル・ホデフロート         | ベルギー   |
| 1967 | ディノ・ツァンデグ               | イタリア   |
| 1966 | エドワルト・セルス               | ベルギー   |
| 1965 | ヨ・デ・ロー                     | オランダ   |

| 年   | 優勝者                       | 国       |
| ---- | ---------------------------- | -------- |
| 1964 | ルディ・アルティヒ           | ドイツ   |
| 1963 | ノエル・フォレ               | フランス |
| 1962 | リック・ファン・ローイ       | ベルギー |
| 1961 | トム・シンプソン             | イギリス |
| 1960 | アルテュル・デ・カボーテル   | ベルギー |
| 1959 | リック・ファン・ローイ       | ベルギー |
| 1958 | ヘルマン・デライク           | ベルギー |
| 1957 | フレット・デ・ブリュイヌ     | ベルギー |
| 1956 | ジャン・フォレスティエ       | フランス |
| 1955 | ルイゾン・ボベ               | フランス |
| 1954 | レイモン・アンパニ           | ベルギー |
| 1953 | ウィム・ファン・エスト       | オランダ |
| 1952 | ロジェ・デコック             | ベルギー |
| 1951 | フィオレンツォ・マーニ       | イタリア |
| 1950 | フィオレンツォ・マーニ       | イタリア |
| 1949 | フィオレンツォ・マーニ       | イタリア |
| 1948 | ブリック・ショット           | ベルギー |
| 1947 | エミール・ファイフナールト   | ベルギー |
| 1946 | リック・バンステーンベルヘン | ベルギー |
| 1945 | シルヴァン・フリソル         | ベルギー |
| 1944 | リック・バンステーンベルヘン | ベルギー |
| 1943 | アシエル・ビュイス           | ベルギー |
| 1942 | ブリック・ショット           | ベルギー |
| 1941 | アシエル・ビュイス           | ベルギー |
| 1940 | アシエル・ビュイス           | ベルギー |
| 1939 | カレル・カールス             | ベルギー |
| 1938 | エドガール・ド・カリュヴェ   | ベルギー |
| 1937 | ミシェル・ドーヘ             | ベルギー |
| 1936 | ルイ・アルディクス           | ベルギー |
| 1935 | ルイ・デュエルロー           | ベルギー |
| 1934 | ガストン・ルブリ             | ベルギー |
| 1933 | アルフォンス・スヘペルス     | ベルギー |
| 1932 | ロマン・ヘイセルス           | ベルギー |
| 1931 | ロマン・ヘイセルス           | ベルギー |
| 1930 | フランス・ボンデュエル       | ベルギー |
| 1929 | ジェフ・デルヴァース         | ベルギー |
| 1928 | ヤン・メルテンス             | ベルギー |
| 1927 | ジェラール・デバーツ         | ベルギー |
| 1926 | デニス・フェルスヒュエレン   | ベルギー |
| 1925 | ジュリアン・ドルベック       | ベルギー |
| 1924 | ジェラール・デバーツ         | ベルギー |
| 1923 | ハイリ・ズーター             | スイス   |
| 1922 | レオン・デ・フォス           | ベルギー |
| 1921 | ルネ・フェルマンデル         | ベルギー |
| 1920 | ジュール・ファン・ヘヴェル   | ベルギー |
| 1919 | アンリ・ファン・レルベルヘ   | ベルギー |
| 1914 | マルセル・ビュイス           | ベルギー |
| 1913 | ポール・ドマン               | ベルギー |

## 女子部門
| 年   | 優勝者                                 | 国籍           |
| ---- | -------------------------------------- | -------------- |
| 2004 | ズルフィヤ・ザビロワ                   | ロシア         |
| 2005 | ミリャム・メルヘルス＝ファン・ポッペル | オランダ       |
| 2006 | ミリャム・メルヘルス＝ファン・ポッペル | オランダ       |
| 2007 | ニコール・クック                       | イギリス       |
| 2008 | ユーディト・アルント                   | ドイツ         |
| 2009 | イーナ＝ヨーコ・トイテンベルク         | ドイツ         |
| 2010 | フラス・フェルベック                   | ベルギー       |
| 2011 | アネミック・ファン・フルテン           | オランダ       |
| 2012 | ユーディト・アルント                   | ドイツ         |
| 2013 | マリアンヌ・フォス                     | オランダ       |
| 2014 | エレオノラ・ファン・ダイク             | オランダ       |
| 2015 | エリーザ・ロンゴ・ボルギーニ           | イタリア       |
| 2016 | エリザベス・アーミステッド             | イギリス       |
| 2017 | コリン・リベラ                         | アメリカ合衆国 |
| 2018 | アンナ・ファン・デル・ブレッヘン       | オランダ       |
| 2019 | マルタ・バスティアネッリ               | イタリア       |
| 2020 | シャンタル・ブラーク                   | オランダ       |
| 2021 | アネミック・ファン・フルーテン         | オランダ       |
| 2022 | ロッタ・コペッキー                     | ベルギー       |
| 2023 | ロッタ・コペッキー                     | ベルギー       |
| 2024 | エリサ・ロンゴ・ボルギーニ             | イタリア       |
| 2025 | ロッタ・コペッキー                     | ベルギー       |